# Некропола стећака Билећа
Некропола стећака Билећа је највећа вештачка некропола стећака на Балканском полуострву која се налази у Босни и Херцеговини и ентитету Република Српска. Настала је 1967. године код некадашњег Завичајног музеја у Билећи у акцији спасавања и измештања одређеног број стећака откривених након претходно спроведених археолошких истраживања на Врелу Требишњице (2 плоче) код Мируше – Колањевић (6 плоча) и Паника (75 споменика). Наиме у акцији спасавања културног блага како оно не би завршило на дну будућег Билећког језера пре његовог настанака у шездесетим годинама 20. века. Спасен је и измјештен одређени број стећака. Из Врела Требишњице (2 плоче), Мируше – Колањевићи (6 плоча), Паник (75 споменика) и Орах (3 споменика).

## Историја
Идеја о настанку вештачке некрополе у Бићели зачета је крајем 50-их година 20. века када се у јавности појавила прва вест о плану да се потопи долина реке Требишњице, чиме би се створила највећа Југословенска акумулација – Билећко језеро, чија би водена снага покретала турбине Хидроелектране Требишњица.
Становници долине највеће европске понорнице, углавном сељаци Мируша, Паника, Ораха, Чепелице и Врела Требишњице почели су се озбиљно бринути за судбину својих огњишта и своје имовине сазнавши да је њихова будућност запечаћена и да ће се њихова имања ускоро наћи на дну будућег језера а научници свих струка за културне и друге материјалне остатке који би ако не буду истражени и спсени остали вечно сакривени од јавности на дну Билећког језера.
Изградња бране у Гранчареву почела је септембра 1964. године, а пре тога 1959. године организује се мање пробна копање као и детаљан преглед терена у организацији Завичајног музеја у Требињу, у којима су учествовали Љубинка Којић, управник музеја и Илија Пушић, кустос музеја у Херцег Новом. Пробна копања извршена су и седеће 1960. године у истом саставу. Нова истраживања локалитета Паник почињу 1967. године. У долину Требишњице Земаљски музеј упутиће свог вишег научног сарадника, једног од најутицајнијих и у европским земљама по научним радовима признатог археолога др Ирму Чремошник. Дошли су и други стручњаци: представник Смитсонове фондације Џозеф Џед, професор Универзитета у Санта Барбари у Калифорнији Марио дел Кјаро, историчарка Маријан Венцл, ауторка дела о стећцима у Југославији, доктор Здравко Марић, научни сарадник Земаљског музеја у Сарајеву, доктор Здравко Кајмаковић и велики број југословенских археолога, историчара и студената.
Истраживања која су спроведена на подручју Паника (Црквине, Прло, Поткућнице, Драчева страна) открила су већи број археолошких налаза и највећи део тих покретних арефаката као и репрезентативних фресака и мозаика пренесен је у музеје. Највише у Земаљски музеј у Сарајеву, затим у Завичајни музеј у Требињу, а мањи део у музеј у Билећи који се тада налазио у згради „Просвјете“, и на локацију будуће вештачке некрополе у Билећи.

## Коначни резултати акције спасавања стећака и настанак некрополе Билећа
На локацију вештачка некрополе у Билећи, на прилазу граду уз обалу Билећког језера основаној 1967. године, након акције спасавања, размештено је 86 стећака (од којих неки потичу из 14. века). и то:
- 70 плоча,
- 42 сандука,
- 1 сљеменик и
- 3 крстаче.

И поред покушаја да се на подручју вештачке некрополе у Билећи изместе сви артефакти то није учињено тако да се данас:
- У селу Чепелица налази потопљено 60 споменика.
- Један део репрезентативних споменика са натписима чува се у Земаљском музеју у Сарајеву.
- По причању очевидаца неколико стећака транспортовано је у Сједињене Америчке Државе (том акцијом руководио је археолог Вејн Вучинић).